# 決定公理
在數學上，決定公理（Axiom of determinacy，常記做AD）是一個在1962年由揚·米切爾斯基和雨果·斯坦豪斯所提出的可能的集合論公理，這公理探討的是特定類型且長度為ω的二人拓樸遊戲，而決定公理聲稱，任何這類的遊戲都是決定的，也就是這兩個玩家中其中一人有必勝策略。
他們發展出決定公理的動機是這公理的有趣結果，他們並指出這公理可在集合論的最小自然模型L(R)中成立，這模型只接受較弱版本的選擇公理，但包括了所有的實數和序數。決定公理的一些結果，可由早前由斯特凡·巴拿赫、斯坦尼斯瓦夫·馬祖爾以及莫頓·戴維斯（Morton Davis）等人證明的定理得出；而米切爾斯基與斯坦豪斯兩氏則證明了另一個結果，那就是在決定公理下，所有實數的集合都是勒貝格可測的。之後Donald A. Martin等人證明了更多重要的結果，尤其在描述集合論方面更是如此。在1988年，約翰·斯蒂爾與烏丁總結了一長串的研究，並證明說在類似{\displaystyle \aleph _{0}}的不可數基數存在的狀況下，米切爾斯基與斯坦豪斯兩氏原先的猜想，也就是「決定公理在集合論的最小自然模型L(R)中成立」這點是對的。

## 具決定性的遊戲
決定公理所談論的遊戲具有特定的定義，而其定義如次：
考慮所有自然數的無限序列組成的貝爾空間{\displaystyle \omega ^{\omega }}的子集合{\displaystyle A}，而其中兩個玩家1p與2p輪流選取自然數
{\displaystyle n_{0},n_{1},n_{2},n_{3},...}
在經過無限步後，可得一序列{\displaystyle (n_{i})_{i\in \omega }}，其中玩家1p獲勝當且僅當這序列是{\displaystyle A}的元素。而決定公理講的是任何這類的遊戲都是決定的，也就是這兩個玩家中其中一人有必勝策略。
不是所有的遊戲的決定性，都需要動用決定公理來證明。在{\displaystyle A}是一個閉開集的情況下，那這遊戲基本是有限的，也因此是決定的；相似地，若{\displaystyle A}是一個閉集，那這遊戲是決定的。在1975年，唐纳德·A·馬丁證明說若一個遊戲必勝策略是一個博雷爾集的話，那這遊戲是決定的；此外，在有足夠大的基數存在的狀況下，所有必勝策略是射影集的遊戲都是決定的，而決定公理在L(R)中成立。
另外，決定公理蘊含說對於任何實數線的子空間{\displaystyle X}而言，巴拿赫－馬祖爾遊戲{\displaystyle BM(X)}是決定的（也因此所有的實數集合都具有貝爾性質）。

## 決定公理與選擇公理的不相容性
在假定選擇公理成立的狀況下，我們可以構造決定公理的一個反例。集合{\displaystyle S_{1}}是{\displaystyle \omega }－遊戲{\displaystyle G}中玩家一的所有策略，其大小與連續統相同；而類似地，{\displaystyle S_{2}}是同樣遊戲中玩家二的所有策略。設{\displaystyle SG}為{\displaystyle G}中所有可能序列的集合，並假定{\displaystyle A}是{\displaystyle SG}中使玩家一獲勝的子序列，那麼利用選擇公理我們可以為連續統構造一個良序，且我們可以構造出一個任何真初始部分都小於連續統的排序，而我們可利用這樣的良序集{\displaystyle J}來給{\displaystyle S_{1}}跟{\displaystyle S_{2}}上指標，並藉此將{\displaystyle A}給構造成決定公理的一個反例。
我們從空集合{\displaystyle A}與{\displaystyle B}開始。設{\displaystyle \alpha \in J}是集合{\displaystyle S_{1}}跟{\displaystyle S_{2}}的指標，我們考慮玩家一的所有策略{\displaystyle S_{1}={s1(\alpha )}}及玩家二的所有策略{\displaystyle S_{2}={s2(\alpha )}}以確保對於任何策略，都會有另一個玩家的策略能將之勝過。對於任何玩家考慮的策略，我們都可生成一個序列，使得另一個玩家獲勝。設{\displaystyle t}是時間軸，其長度為{\displaystyle \aleph _{0}}且這時間軸用於所有的遊戲序列中，我們可以利用{\displaystyle A}上對{\displaystyle \alpha }的超限遞歸來生成反例：
1. 首先，考慮玩家一的策略{\displaystyle s1(\alpha )}。
2. 將這策略套用於{\displaystyle \omega }－遊戲上，（連同玩家一的策略{\displaystyle s1(\alpha )}一起）可生成{\displaystyle \{a(1),b(2),a(3),b(4)...a(t),b(t+1),...\}}這序列，而這序列不屬於{\displaystyle A}，這是可能的，而這可能性是因為{\displaystyle \{b(2),b(4),b(6)...\}}這些選項的數量與連續統相同，而這數量比{\displaystyle J}的真初始部分{\displaystyle \{\beta \in J|\beta <J\}}還要大所致。
3. 現在（若這序列還不在{\displaystyle B}之內的話）將這序列加入{\displaystyle B}之中以表示{\displaystyle s1(\alpha )}失敗。（輸給{\displaystyle \{b(2),b(4),b(6)...\}}）
4. 現在，考慮玩家二的策略{\displaystyle s2(\alpha )}。
5. 將這策略套用於{\displaystyle \omega }－遊戲上，（連同玩家二的策略{\displaystyle s2(\alpha )}一起）可生成{\displaystyle \{a(1),b(2),a(3),b(4)...a(t),b(t+1),...\}}這序列，而這序列不屬於{\displaystyle B}，這是可能的，而這可能性是因為{\displaystyle \{a(1),a(3),a(5)...\}}這些選項的數量與連續統相同，而這數量比{\displaystyle J}的真初始部分{\displaystyle \{\beta \in J|\beta <J\}}還要大所致。
6. 現在（若這序列還不在{\displaystyle A}之內的話）將這序列加入{\displaystyle A}之中以表示{\displaystyle s2(\alpha )}失敗。（輸給{\displaystyle \{a(1),a(3),a(5)...\}}）
7. 利用對{\displaystyle \alpha }的超限歸納法，對{\displaystyle S_{1}}跟{\displaystyle S_{2}}的所有可能策略如是操作，對於所有在這之後不在{\displaystyle A}或{\displaystyle B}中的策略，將之任意分派給{\displaystyle A}或{\displaystyle B}，使得{\displaystyle B}為{\displaystyle A}的補集。

當這一切完成後，準備{\displaystyle \omega }－遊戲{\displaystyle G}，而在這遊戲中，對於任何玩家一的策略{\displaystyle s1}，存在一個{\displaystyle \alpha \in J}使得{\displaystyle s1=s1(\alpha )}，而{\displaystyle A}的構造方式保證{\displaystyle s1(\alpha )}失敗（輸給{\displaystyle \{b(2),b(4),b(6)...\}}），因此{\displaystyle s1}失敗；類似地，任何玩家的任何其他策略都會失敗，因此決定公理與選擇公理不相容。

## 無窮邏輯與決定公理
在二十世紀晚期，人們提出多種不同的無窮邏輯，其中一個認為決定公理為真的理由是因為這公理可（在某種無窮邏輯當中）寫成以下形式：
{\displaystyle \forall G\subseteq Seq(S):}
{\displaystyle \forall a\in S:\exists a'\in S:\forall b\in S:\exists b'\in S:\forall c\in S:\exists c'\in S...:(a,a',b,b',c,c'...)\in G} OR
{\displaystyle \exists a\in S:\forall a'\in S:\exists b\in S:\forall b'\in S:\exists c\in S:\forall c'\in S...:(a,a',b,b',c,c'...)\notin G}
註：{\displaystyle Seq(S)}是{\displaystyle S}的所有{\displaystyle \omega }－序列。此處的句子長度無限，且在省略號出現處，有可數無窮多的量化詞序列。

## 大基數與決定公理
決定公理的相容性，與大基數相關公理的相容性息息相關。根據烏丁的一個定理，不帶有選擇公理而帶有決定公理的策梅洛-弗蘭克爾集合論的相容性，等價於帶有選擇公理並帶有烏丁基數的策梅洛-弗蘭克爾集合論的相容性。由於烏丁基數是強不可達基數之故，因此若決定公理是相容的，那不可達基數的無限性也是相容的。
此外，若假設有無窮多個烏丁基數，且其上還存在一個可測基數，大於該些烏丁基數，則可得到一個非常強的、關於勒貝格可測的實數集合的理論，而這是因為可以證明決定公理在L(R)中成立，因此所有在L(R)中的實數集合都是決定的之故。

## 延伸閱讀
- Philipp Rohde, On Extensions of the Axiom of Determinacy, Thesis, Department of Mathematics, University of Bonn, Germany, 2001
- Telgársky, R.J. Topological Games: On the 50th Anniversary of the Banach-Mazur Game （页面存档备份，存于）, Rocky Mountain J. Math. 17 (1987), pp. 227–276. (3.19 MB)
- "Large Cardinals and Determinacy" （页面存档备份，存于） at the Stanford Encyclopedia of Philosophy